# Міженець (гміна)
Ґміна Міженець (пол. Gmina Miżyniec) — колишня (1934—1939 рр.) сільська ґміна Перемишльського повіту Львівського воєводства Польської республіки (1918—1939) рр. Центром ґміни було село Міженець.

1 серпня 1934 р. було створено об'єднану сільську ґміну Міженець в Перемишльському повіті Львівського воєводства внаслідок об'єднання дотогочасних (збережених від Австро-Угорщини) громад сіл (ґмін): Боратичі, Боршевичі, Библо, Дешичі, Дроздовичі, Грушатичі, Міженець, Пацьковичі, Саночани, Стороневичі, Вілюничі, Зоротовичі.

12 вересня 1939 року німці окупували територію ґміни, однак вже 26 вересня 1939 року мусіли відступити, оскільки за пактом Ріббентропа-Молотова вона належала до радянської зони впливу. За кілька місяців територія ввійшла до Перемишльського району Дрогобицької області. Разом із гміною Нижанковичі - одна з двох гмін давнього Перемишльського повіту, яка повністю залишилася в межах України.